# بيتر كيلمان
بيتر كيلمان (بالإنجليزية: Peter Kellman)‏ هو نقابي أمريكي، ولد في 1945 في نيويورك في الولايات المتحدة.